# 小竹凱
小竹 凱（おだけ かい、1998年〈平成10年〉5月17日 - ）は日本の政治家。国民民主党所属の衆議院議員（1期）。

## 来歴
石川県金沢市出身。2011年3月に金沢市立米丸小学校、2014年3月に金沢市立高岡中学校卒業。2019年3月の石川工業高等専門学校建築学科卒業後は同年4月より大林組に入職し勤務。2023年5月には4年間勤めた大林組を依願退職し、政治家を志して翌6月には国民民主党石川県連青年局長に就任した。また青年局長時代の2023年8月15日からは国民民主党公認団体の国民民主党学生部に参加、10月14日の学生部全体大会で北信越統括部長として公認候補予定者内定の2024年5月まで活動した。
2024年5月7日に次期衆議院選挙に国民民主党石川県第1区公認候補予定者に内定し、2024年10月27日実施の第50回衆議院議員総選挙に石川県第1区から立候補し、小選挙区では6人中4位の得票率13.57%で落選したものの、比例復活で当選した。

## 選挙歴
| 当落 | 選挙                   | 執行日         | 年齢 | 選挙区      | 政党       | 得票数    | 得票率 | 定数 | 得票順位 /候補者数 | 政党内比例順位 /政党当選者数 |
| ---- | ---------------------- | -------------- | ---- | ----------- | ---------- | --------- | ------ | ---- | ------------------ | ---------------------------- |
| 比当 | 第50回衆議院議員総選挙 | 2024年10月27日 | 26   | 石川県第1区 | 国民民主党 | 2万4324票 | 13.57% | 1    | 4/6                | 1/1                          |